# Prionoblemma
Prionoblemma is een kevergeslacht uit de familie van de boktorren (Cerambycidae). De wetenschappelijke naam van het geslacht werd voor het eerst geldig gepubliceerd in 1887 door Jakovlev.

## Soorten
Prionoblemma is monotypisch en omvat slechts de volgende soort:
- Prionoblemma przewalskyi Jakovlev, 1887